# 位相回し
位相回し（いそうまわし）とは、核磁気共鳴におけるRFパルスの位相と受信機の位相を測定ごとに適宜に変える操作のこと。
位相回しは、多数のパルスを使った測定の場合での望んでない信号の除去や、装置の不釣合いをキャンセルするために用いられる。